# Diplothrix legatus
Diplothrix legatus es una especie de roedor de la familia Muridae.

## Distribución geográfica
Se encuentra sólo en Japón. 

## Hábitat
Su hábitat natural son: los bosques templados 

## Estado de conservación
Se encuentra amenazada de extinción por la pérdida de su hábitat natural.